# NGC 327
NGC 327 (również PGC 3462) – galaktyka spiralna z poprzeczką znajdująca się w gwiazdozbiorze Wieloryba. Odkrył ją Albert Marth 27 września 1864 roku.